# Куфаев, Михаил Николаевич
Михаил Николаевич Куфаев (12 ноября 1888, Новая Калитва, Острогожский уезд, Воронежская губерния, Российская империя — 14 февраля 1948, Ленинград, СССР) — русский и советский библиограф
, историк книги, книговед, профессор.

## Биография
Родился 12 ноября 1888 года в Новой Калитве в семье сельского священника Николая Куфаева. После окончания средней школы поступил в Историко-филологический и Археологический институты в Петербурге, которые он окончил в 1911 году. Сразу же после окончания этих институтов работал преподавателем в высших школах и гимназиях Петрограда вплоть до 1920 года. В 1920 году устроился на работу в Институт внешкольного образования (ЛГУ), где он работал в должности чтеца курсов историй библиографии и книги вплоть до 1924 года. Впоследствии работал в Институте книговедения.
Скончался 14 февраля 1948 года в Ленинграде.

## Членство в обществах
- Член русского библиографического общества.
- Член русского библиологического общества.

## Труды
- Библиофилия и библиомания — Л.: Издание автора, 1927. — 122 с.
- Книговедение. Библиографоведение. Избранные работы — М.: Юрайт, 2018. — 175 с. ISBN 978-5-534-05336-4